# Basílica de Santa Maria della Salute
Santa Maria della Salute (Santa María de la Salud) es una basílica de Venecia, que se alza cerca de la Punta della Dogana (Punta de la Aduana). Se construyó, al igual que la iglesia del Redentor o la iglesia de San Rocco, ex voto de los habitantes venecianos a causa de la peste que en 1630 diezmó la población.

## Historia

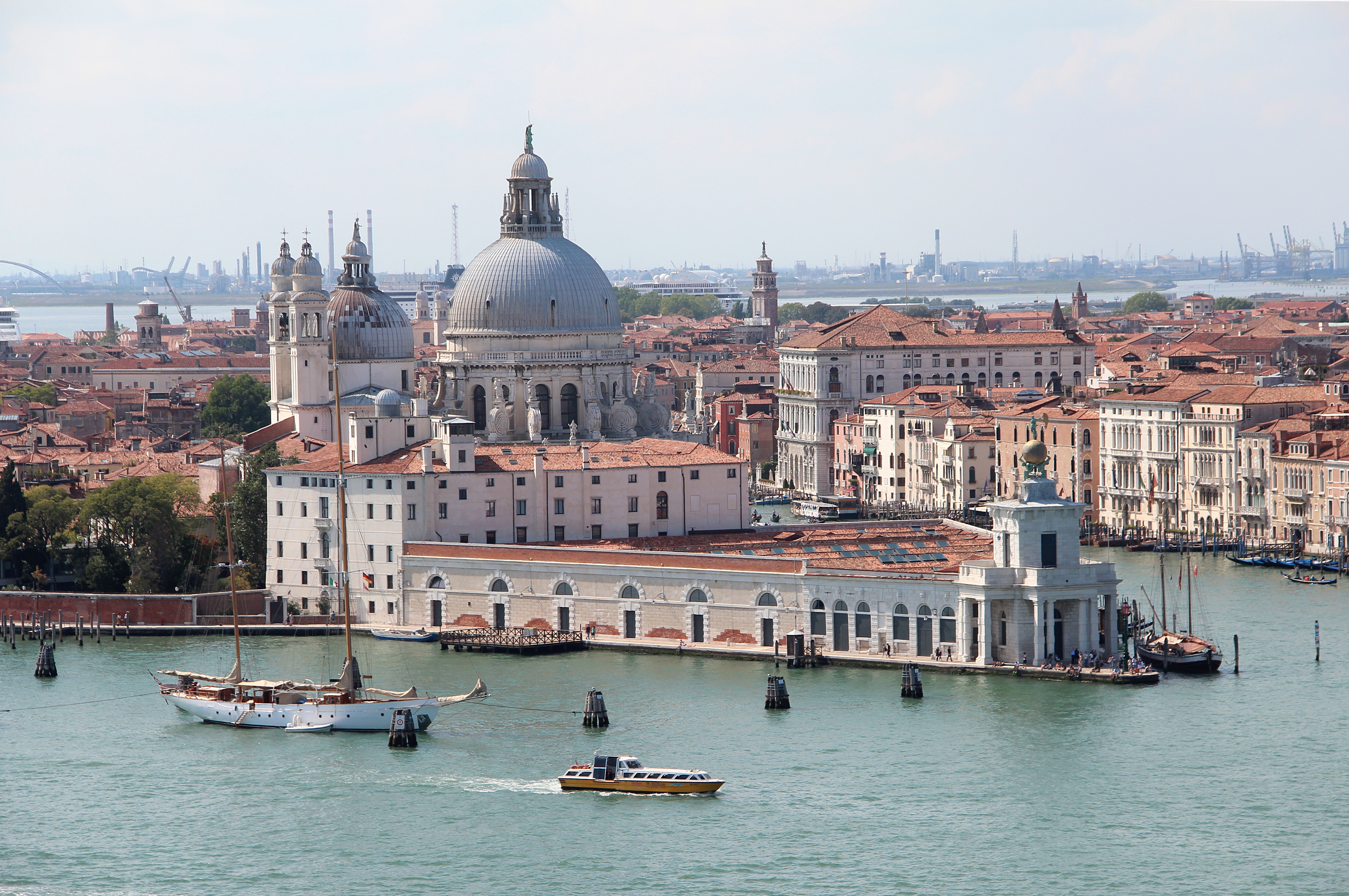
El templo en la Punta della Dogana.

La peste llegó a Venecia contagiada por el embajador del Duque de Mantua, quien fue internado en la isla del Lazzaretto Vecchio. Bastó con que entrase en contacto con un carpintero para que la infección se extendiera por toda la ciudad a partir de Campo San Lio (Castello).
El 22 de marzo de 1630 el patriarca de Venecia, Giovanni Tiepolo, hizo una promesa: "Prometo solemnemente erigir en esta ciudad una iglesia y dedicársela a la Virgen Santísima, llamándola Santa María della Salute, y que cada año en el día en que esta ciudad sea declarada libre del presente mal, Su Serenidad y sus sucesores irán solemnemente con el Senado a visitar dicha iglesia en perpetua memoria de la pública gratitud por tanto beneficio".
El 26 de marzo en la plaza de San Marcos el dogo Nicolás Contarini, el clero y el pueblo se reunieron para rezar. Cuando la peste terminó habían muerto 80 000 venecianos, y 600 000 en el territorio de la Serenísima, desde Brescia hasta Trieste, desde Polesine (Rovigo) hasta Belluno. Entre la gente que murió, se encontraban el dogo y el patriarca.
El 28 de noviembre de 1631 comenzó su construcción en la Punta della Dogana, la aduana de Venecia. Se confió su construcción a Baldassare Longhena, y se terminó el 9 de noviembre de 1687, cuando el patriarca Alvise Sagredi la bendijo. Para poder erigir la basílica en este lugar hizo falta introducir 1 156 650 postes en el terreno y ganar una vasta área de suelo al mar.

## Arquitectura

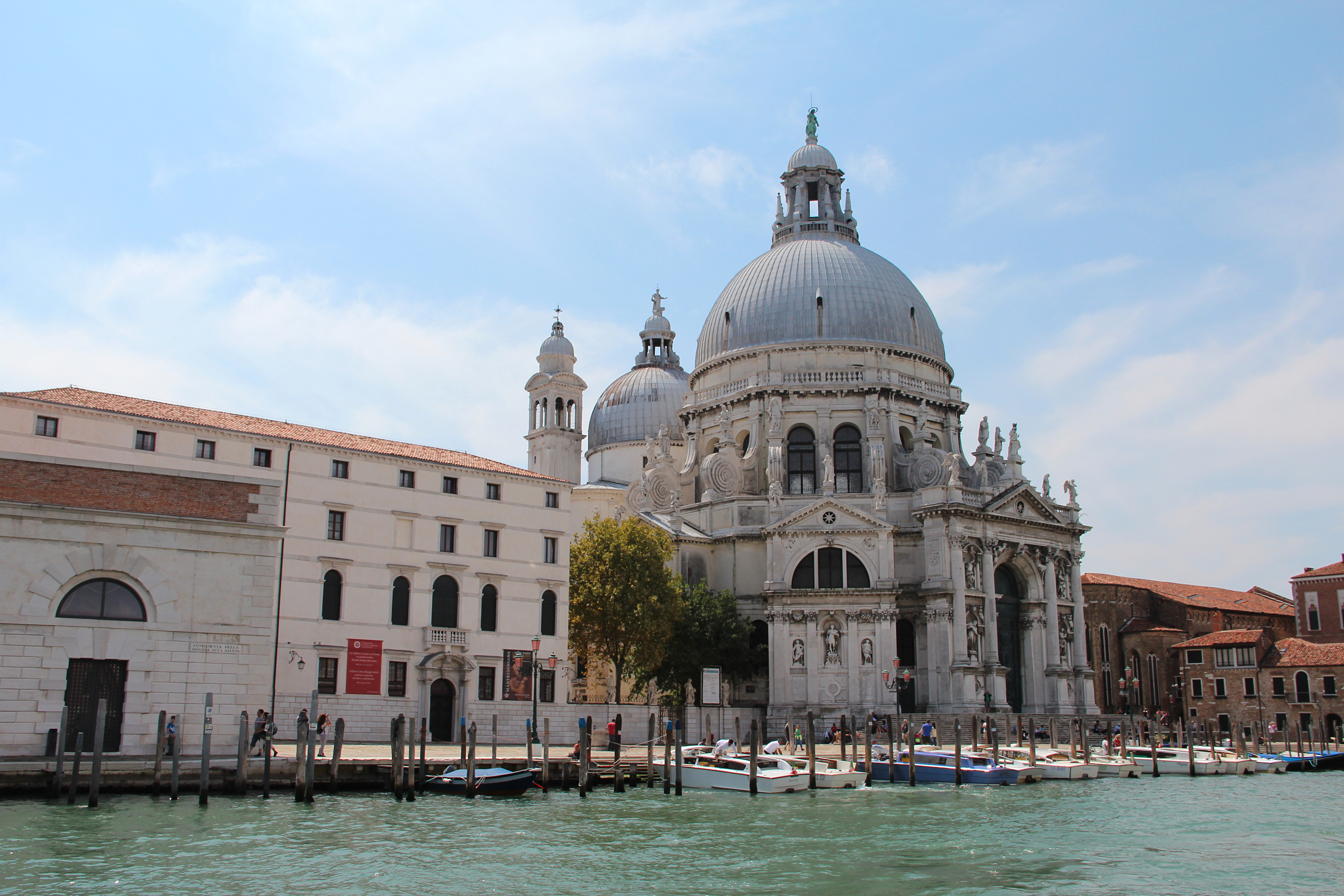
Vista del Canal Grande.

El exterior destaca por la riqueza de las fachadas, adelantadas respecto a la iglesia y con interesantes juegos de claroscuro formados por sus entrantes y salientes. También son llamativas las enormes volutas que parecen sostener la cúpula.
La nave central es de forma octogonal, sobre la que se apoya una cúpula hemisférica que está rodeada de seis capillas menores. El presbiterio y el altar mayor predominan sobre todo lo demás. El grupo escultórico sobre el altar representa a una Virgen con el Niño, que simboliza a la Salud que defiende a Venecia de la peste. Proviene de Creta y fue llevada a Venecia por el dogo Francesco Morosini en 1670, cuando hubo de ceder la isla a los turcos.

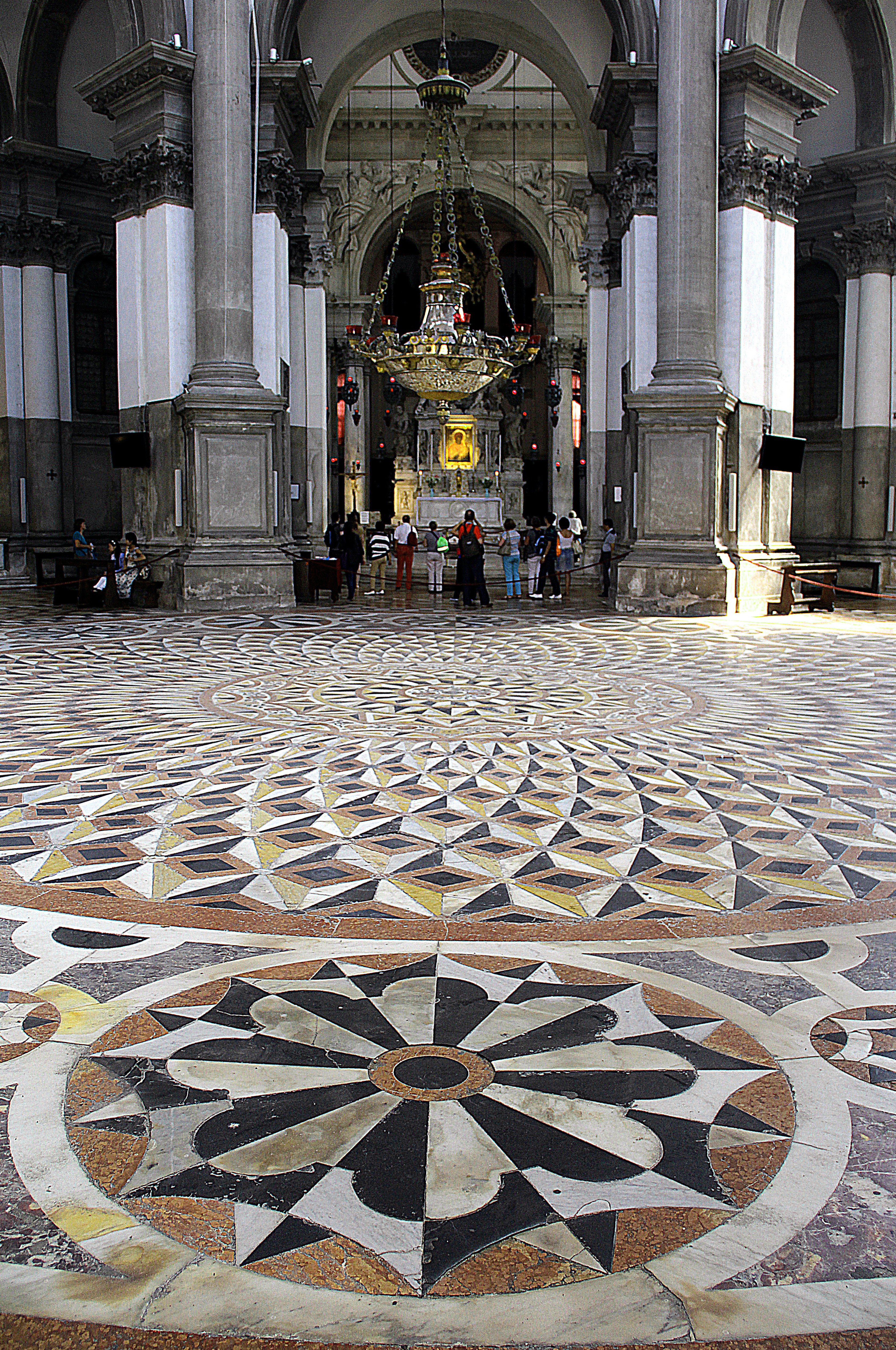
Pavimento en losas de mármol policromado en la basílica.

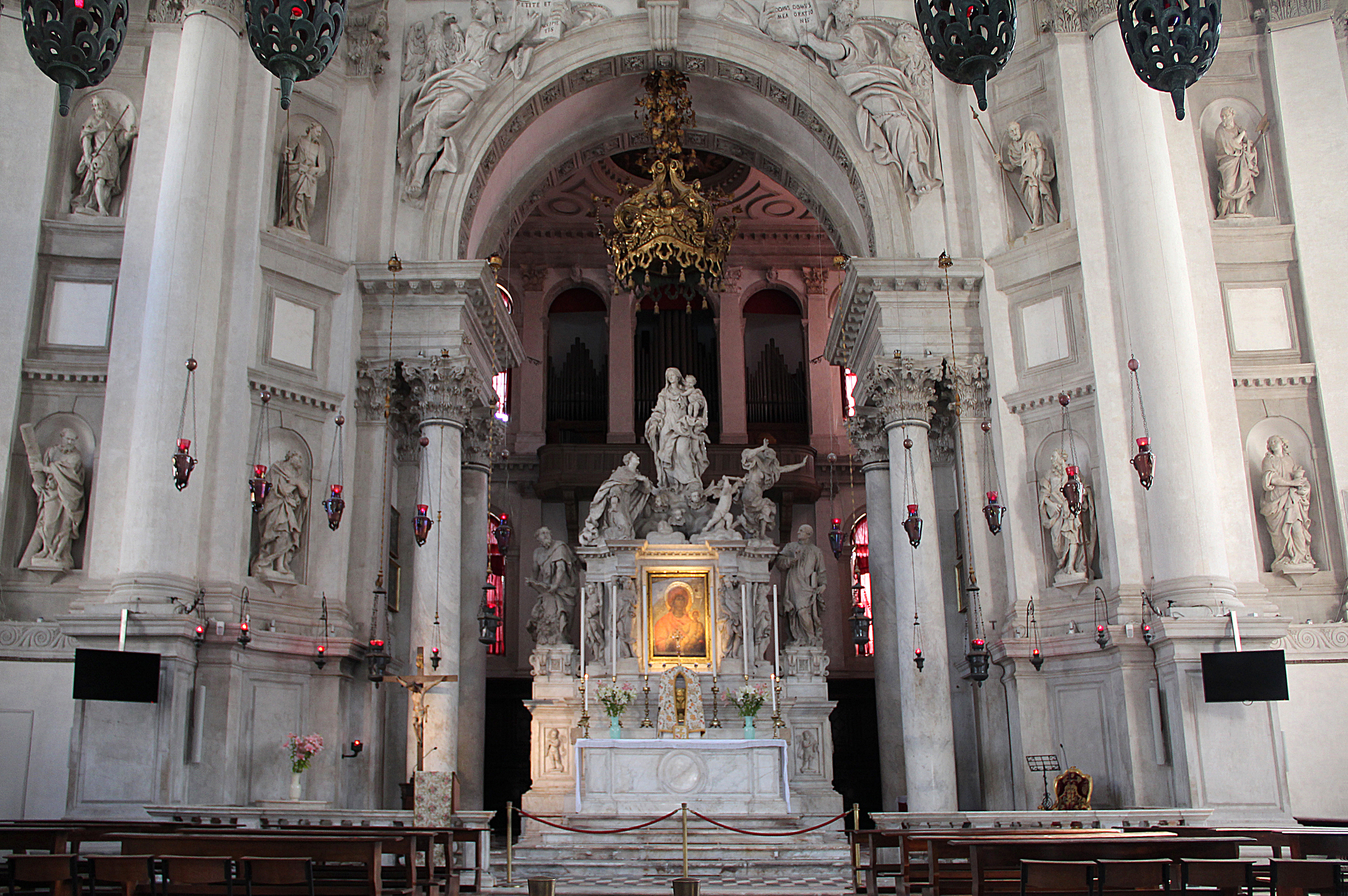
Interior de la basílica.

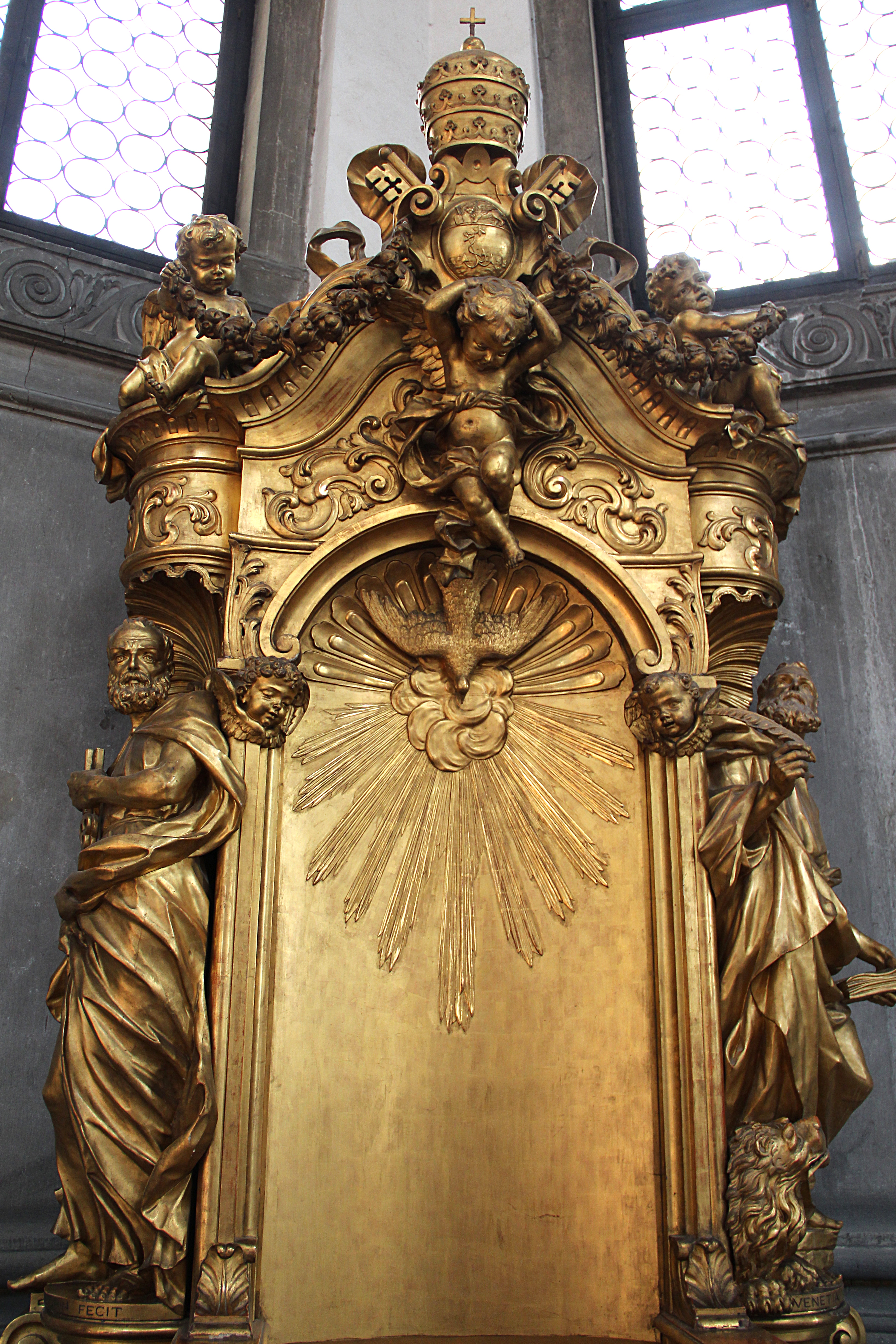
El trono de madera dorada hecho para Pío X.

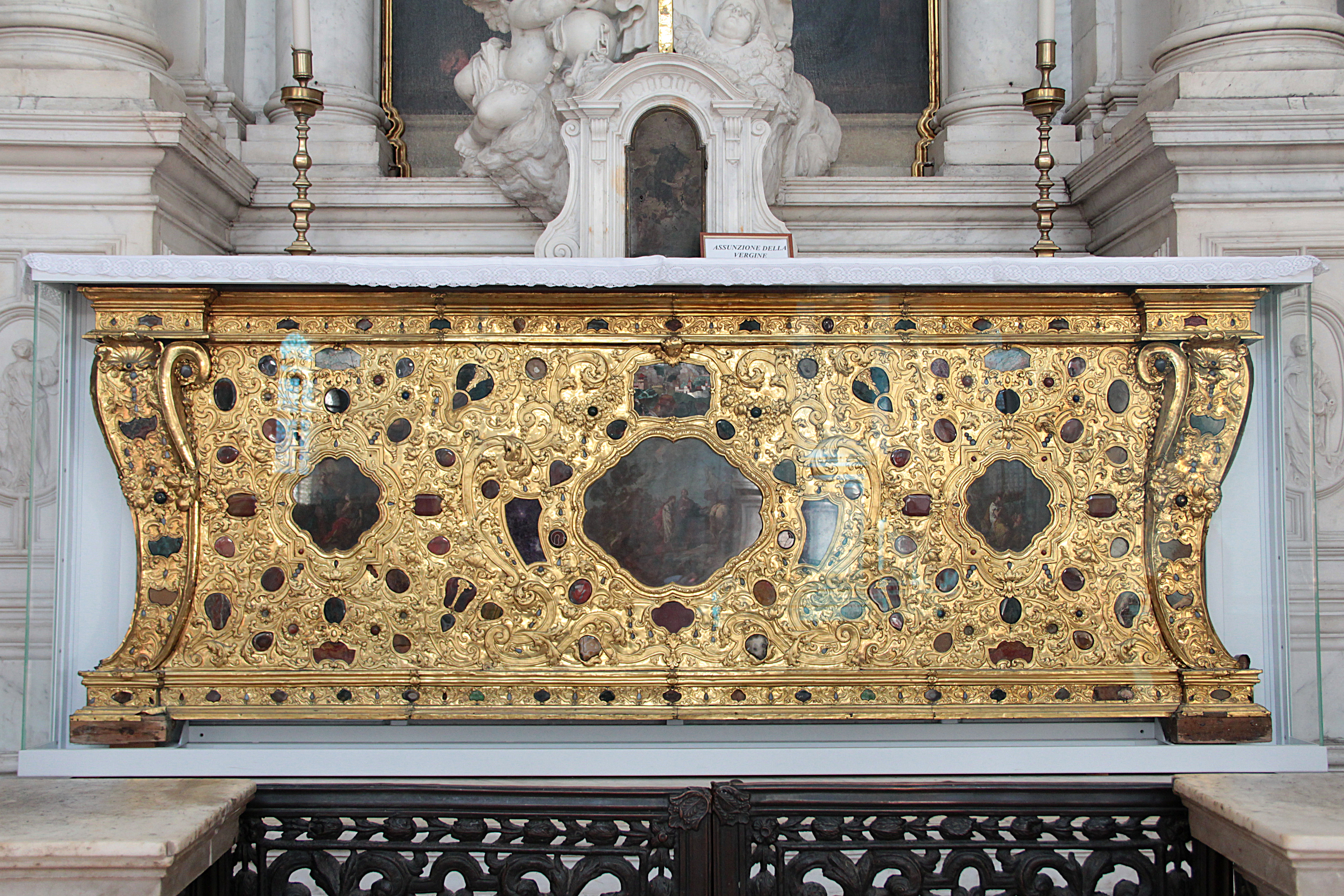
El altar mayor de la basílica.

Pueden encontrarse tres obras de Tiziano en el techo: Muerte de Abel, Sacrificio de Abraham y David y Goliat. "Estas escenas violentas del Antiguo Testamento fueron pintadas con extremo realismo, el cual se acentúa debido a su visión en perspectiva del observador. Los frescos, que se consideraron poco apropiados en su momento, fueron sin embargo muy admirados e imitados con posterioridad". También pueden encontrarse otras obras de Tiziano en la sacristía: San Marcos entronizado rodeado de santos, Las bodas de Caná y Pentecostés.
Cada 21 de noviembre se festeja la "Festa della Madonna della Salute" (Fiesta de Nuestra Señora de la Salud), en la que las gentes atraviesan un puente de barcas, que va de la Plaza de San Marcos a la Basílica, donde se paran a rezar. Junto con la "Festa del Redentore" (Fiesta del Redentor), es aún hoy en día, una de las fiestas populares más queridas y participativas de la ciudad.